# Mario Bruzzone
Mario Bruzzone (Genova, 3 settembre 1887 – Genova, 1940) è stato un velista italiano.
Rappresentò l'Italia nella categoria 8 metri  di vela ai Giochi della IX Olimpiade che si tennero dal 2 al 9 agosto 1928 a Amsterdam.  L'equipaggio era composta, oltre che da Bruzzone, dal timoniere Francesco Giovanelli e da  Edoardo Moscatelli, Marcantonio De Beaumont Bonelli, Carlo Alberto D'Albertis e Guido Giovanelli. La compagine ottenne, a bordo della Bamba il quarto posto finale della competizione categoria 8 metri.

## Fonti
- (EN) Mario Bruzzone Bio, Stats, and Results, in Olympic Sports, Sports-Reference.com. URL consultato il 6 marzo 2015.
- Gli olimpici liguri di tutti i tempi (PDF), su liguriasport.com. URL consultato il 30 marzo 2020.